# سید احمد بوزیانه
سید احمد بوزیانه (انگلیسی: Sid-Ahmed Bouziane؛ زادهٔ ۱۸ ژوئیهٔ ۱۹۸۳) بازیکن فوتبال اهل فرانسه است.
از باشگاه‌هایی که در آن بازی کرده‌است می‌توان به باشگاه فوتبال لشو دو فوند، باشگاه فوتبال سروت ۱۸۹۰، باشگاه فوتبال سمپدوریا، باشگاه فوتبال کیاسو، و باشگاه فوتبال تون اشاره کرد.